# Chris Kane
Chris Kane (Edimburgo, 5 settembre 1994) è un calciatore scozzese, attaccante del Dunfermline.

## Palmarès

### Club

#### Competizioni nazionali
- Coppa di Lega scozzese: 1

St. Johnstone: 2020-2021
- Coppa di Scozia: 1

St. Johnstone: 2020-2021